# Old Before I Die
Old Before I Die is de tweede single van de Britse zanger Robbie Williams sinds zijn vertrek bij Take That. Tevens is het de eerste single van zijn debuutalbum Life Thru a Lens.

## Tracklist
Cd 1
1. "Old Before I Die" - 3:50
2. "Average B-Side" - 2:58
3. "Better Days" - 3:30

Cd 2
1. "Old Before I Die" - 3:50
2. "Kooks" - 3:00
3. "Making Plans For Nigel" - 4:05

## Hitnoteringen
| "Old Before I Die" in de Nederlandse Top 40 -- binnen: 10-5-1997 | "Old Before I Die" in de Nederlandse Top 40 -- binnen: 10-5-1997 | "Old Before I Die" in de Nederlandse Top 40 -- binnen: 10-5-1997 |
| Week                                                             | 1                                                                | 2                                                                |
| ---------------------------------------------------------------- | ---------------------------------------------------------------- | ---------------------------------------------------------------- |
| Nummer                                                           | 32                                                               | 37                                                               |

| "Old Before I Die" in de Nederlandse Single Top 100 -- binnen: 26-4-1997 | "Old Before I Die" in de Nederlandse Single Top 100 -- binnen: 26-4-1997 | "Old Before I Die" in de Nederlandse Single Top 100 -- binnen: 26-4-1997 | "Old Before I Die" in de Nederlandse Single Top 100 -- binnen: 26-4-1997 | "Old Before I Die" in de Nederlandse Single Top 100 -- binnen: 26-4-1997 | "Old Before I Die" in de Nederlandse Single Top 100 -- binnen: 26-4-1997 | "Old Before I Die" in de Nederlandse Single Top 100 -- binnen: 26-4-1997 |
| Week                                                                     | 1                                                                        | 2                                                                        | 3                                                                        | 4                                                                        | 5                                                                        | 6                                                                        |
| ------------------------------------------------------------------------ | ------------------------------------------------------------------------ | ------------------------------------------------------------------------ | ------------------------------------------------------------------------ | ------------------------------------------------------------------------ | ------------------------------------------------------------------------ | ------------------------------------------------------------------------ |
| Nummer                                                                   | 57                                                                       | 53                                                                       | 64                                                                       | 72                                                                       | 86                                                                       | 98                                                                       |